# Elaph
 (octobre 2020).
Elaph (إيلاف "se rassembler" en arabe) est le premier journal en ligne en langue arabe considéré comme non associé avec des sociétés de médias déjà établies ("indépendant").

Elaph a été lancé par Elaph Publishing à Londres en 2001. La raison du choix de Londres comme centre du site Web était de s'affranchir des règles de censure de l'Arabie Saoudite et d'offrir également des points de vue libéraux, en particulier en opposition au radicalisme religieux. L'objectif d'Elaph est d'offrir un mélange de matériel imprimé, audio et visuel à ses lecteurs. 
Le propriétaire du portail d'information est l'homme d'affaires, journaliste et auteur saoudien Othman Al Omeir, ancien rédacteur en chef de l'hebdomadaire londonien The Majalla et du quotidien en langue arabe Al Sharq Al Awsat. Après l'interdiction d'Elaph en Arabie saoudite en mai 2006, il a été enregistré au Royaume-Uni.